# الحمامات الدمشقية

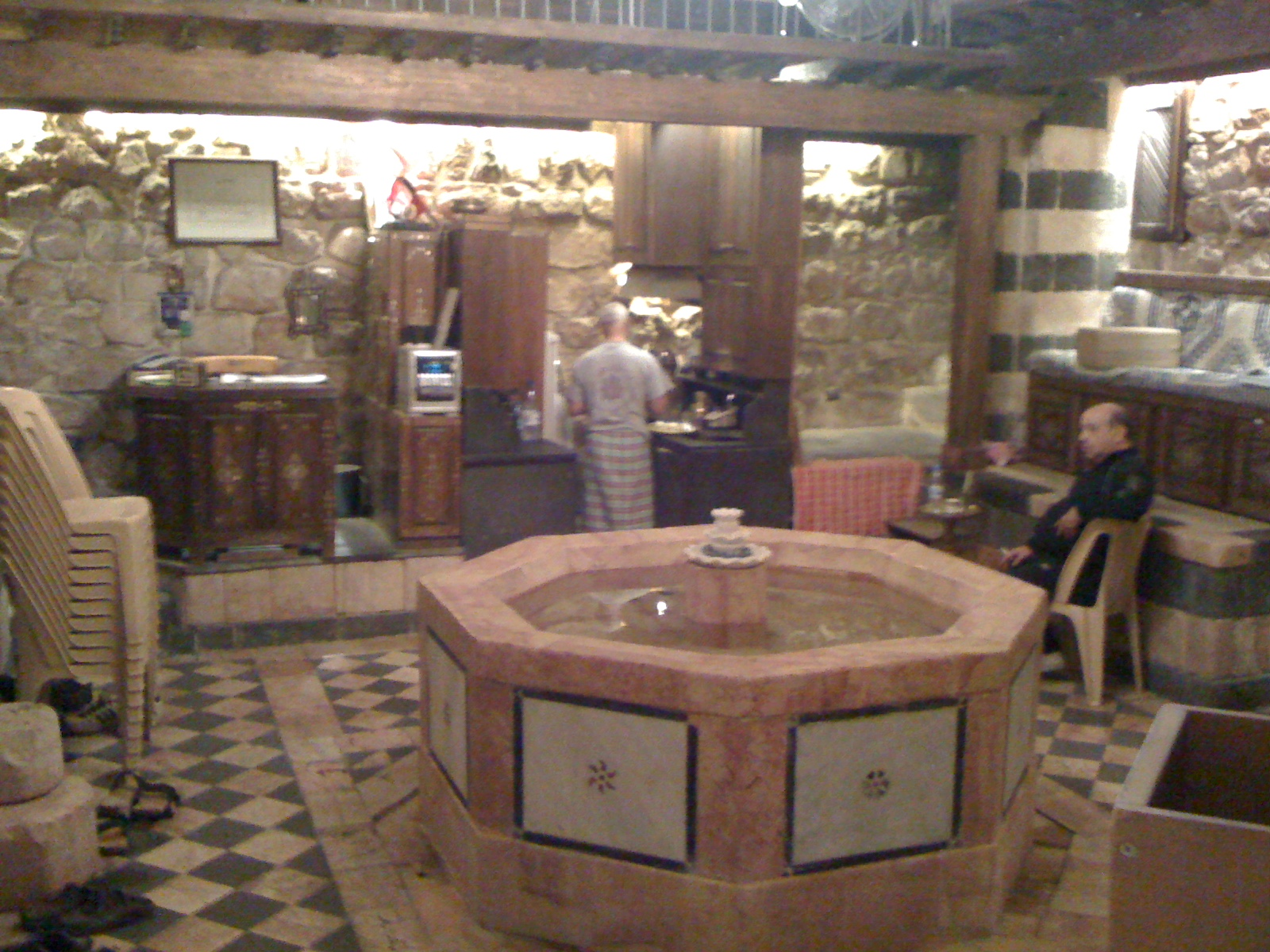
pools market in Damascus

الحمامات الدمشقية إحدى معالم دمشق التاريخية المميزة، حيث اشتهرت دمشق بحماماتها التي كان يتسابق المعماريون القدماء في زخرفتها وإكسائها بحلّة جميلة، ويعود وجود حمامات السوق العامة في دمشق للعهد الأموي، وبعض المؤرخين أعادها للعصر الروماني.

## تاريخها
ورد ذكر الحمامات الدمشقية في كتابات عدد من مؤرخي دمشق، ويعتبر مؤرخ دمشق ابن عساكر (المتوفى سنة 571هـ / 1176م) أقدم من ذكر هذه الحمامات في كتابه الشهير تاريخ دمشق، فقد ذكر في كتابه أسماء 57 حماماً يعمل في زمنه ضمن المدينة، كما ذكر المؤرخ ابن شداد أسماء 114 حماماً موجوداً في دمشق سنة (647هـ/ 1250م)، وبقيت أعداد هذه الحمامات تتراوح بين زيادة ونقصان حتى أصبح عددها في أواخر القرن الـ19 الميلادي بحدود 60 حماماً. أما في القرن 21 فلا يكاد يصل عدد الحمامات العاملة في دمشق إلى 20 حماماً ومن أشهرها حمام نور الدين الشهيد في سوق البزورية.

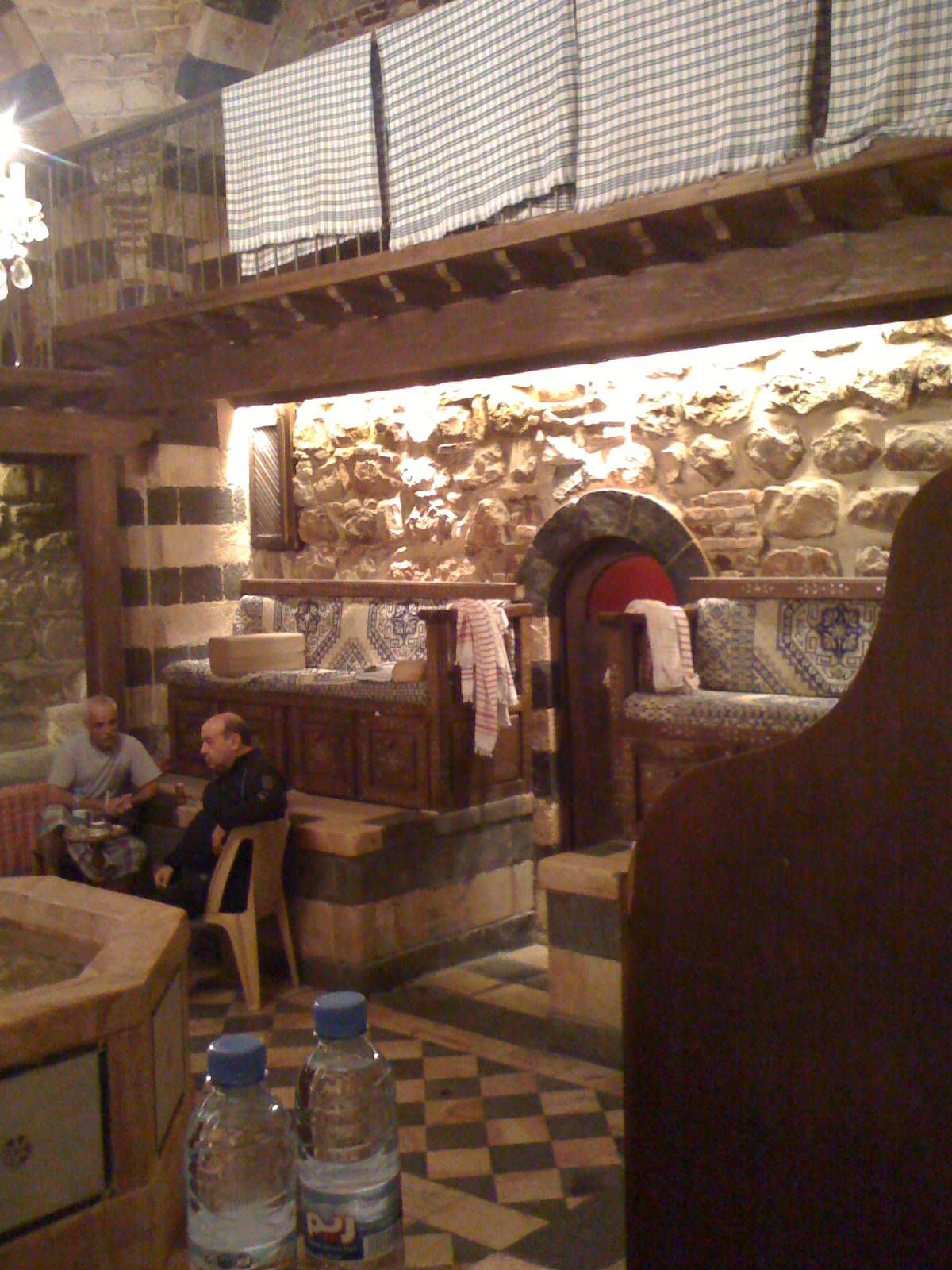
pools market in Damascus

في السابق عندما كان معظم أفراد العائلة الكبيرة يقطنون في منزل واحد مشترك (البيت الدمشقي) كان من الصعب أن يستخدم الجميع حماماً واحداً، فكان حمام السوق يفي بالغرض للرجال والنساء، أما في يومنا هذا فقد أصبحت البيوت أصغر حجماً والأبناء انفصلوا في المعيشة عن أسرهم وتوسعت مساحة المدينة وبالتالي لم يعد حمام السوق يشكل بالنسبة للغالبية العظمى من سكان المدينة سوى ذكريات الأجداد وتراث تاريخي غالب زواره ومرتاديه من الذين يحبون بين فترة وأخرى العيش في أجواء الماضي إضافة إلى بعض الُسياح والغرباء.

## تقاليد الاستحمام في حمام السوق
يتألف الطاقم العامل في حمام السوق بشكل عام من:

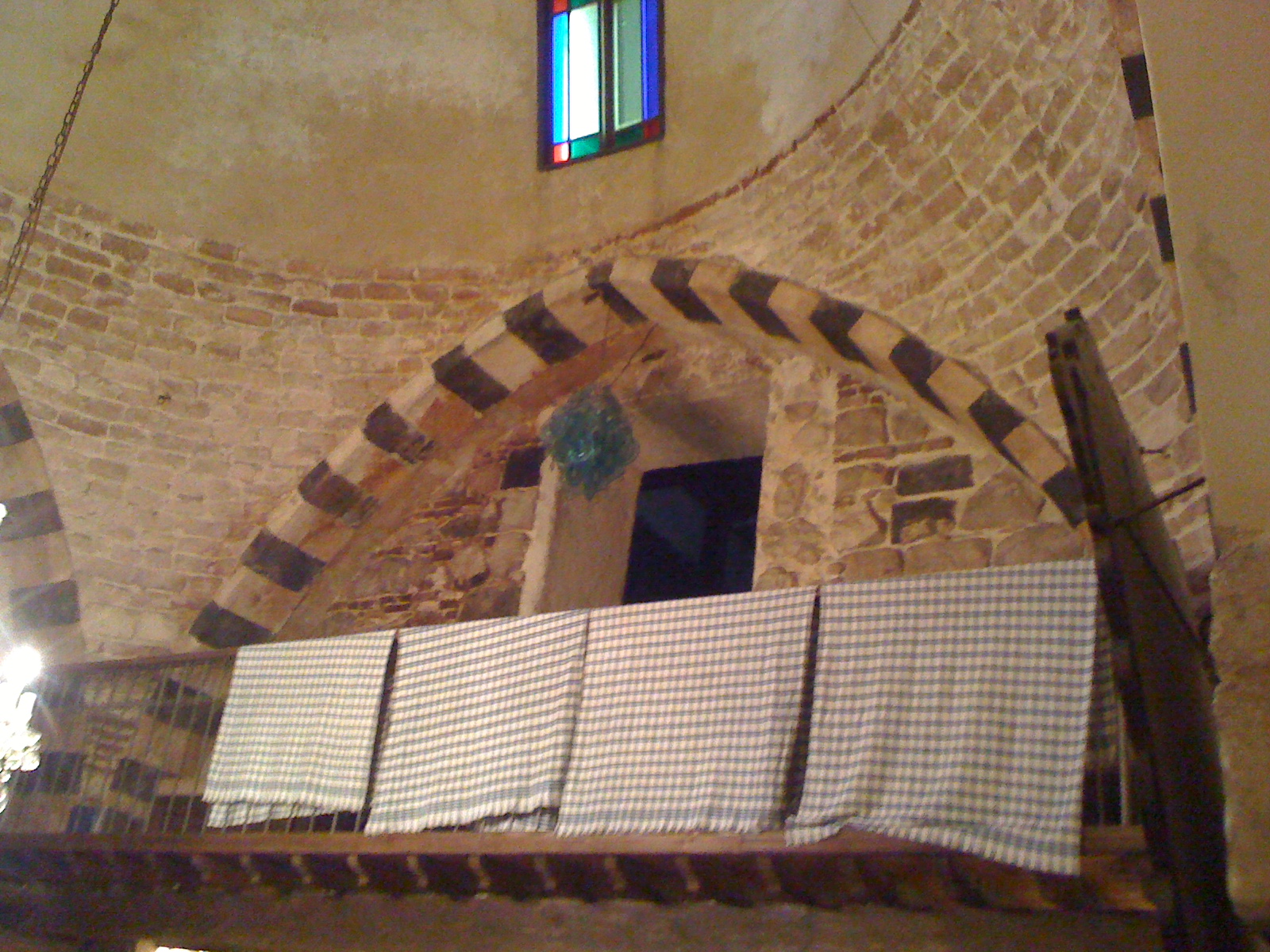
pools market in Damascus

المعلّم: وهو مالك الحمّام أو مستثمره، ويتولى إدارة العمل ضمن الحمام والحفاظ على آداب وأصول المهنة، كما يتسلم من الزبون حوائجه الشخصية خلال فترة الاستحمام، ويتسلم الأجر بعد الانتهاء.
الناطور: وهو المسؤول عن استقبال وخدمة الزبائن داخل الحمام ضمن قسمي البراني والوسطاني، وينوب عن المعلم في حال غيابه، يساعد الزبون في خلع ملابسه ويُقدم له التعتبية (مجموعة مناشف)، كما يقدم للزبائن المشروبات المتنوعة بعد انتهائهم من الاستحمام.
الريس (المُكيّس): مسؤول عن تلييف وتفريك الزبون بالصابون والماء، ينحصر عمله داخل القسم الجواني، ويجب أن يتحلى بقوة عضلية، وفي الغالب كان يعمل لحسابه الخاص أي أنه يكسب أجره من إكراميات الزبائن ولا أجر له من صاحب الحمّام.
التبع: مسؤول عن تغسيل رأس الزبون ومساعدة المكيّس في عمله ضمن القسم الجواني، ويقوم بتقديم الخدمات المختلفة بين أقسام الحمام كخدمة الزبائن وشطف وتنظيف الأقسام وتجهيز مقصورة النورة (داخل القسم الوسطاني)، إضافة لمساعدة الناطور في جزء من أعماله.
القميمي: مسؤول عن إيقاد النار وتسخين الماء ويسكن داخل قسم القميم.
الزبّال : يقوم بجمع القمامة وروث الحيوانات من الاصطبلات وتجفيفها قبل تسليمها للقميمي واستخدامها كوقود لتسخين الماء.
وقد لا نجد اليوم في أغلب الحمامات الدمشقية اليوم طاقم العمل السابق ذكره ويقتصر بعض هذه الحمامات على المعلم والمكيس والتبع، أما إن كان الحمام مخصصاً للنساء فيصبح طقم العاملين في حمام السوق مكوناً من النساء ويكون على الشكل التالي: المعلمة، الناطورة، الأسطة (تقابل الريس عند الرجال)، البلانة (تقابل التبع عند الرجال).

## أقسام ومخطط الحمام الدمشقي
يتألف الحمام الدمشقي من ثلاثة أقسام :

### القسم البراني
وهو القسم الخارجي من الحمام أو ما يسمى بالقسم البارد، وفيه يقوم الزبائن بخلع ملابسهم وارتدائها عند الدخول والخروج.
في الأغلب يتكون القسم البراني من باحة تتوسطها بركة ماء ومسقوفة بقبة محاطة بالنوافذ، وفي كافة الجوانب توجد مساطب مفروشة بالأرائك والمساند ومجهزة بالمناشف، ويستريح على تلك المساطب المستحمون بعد انتهائهم وقبل مغادرتهم.

### القسم الوسطاني
وهو القسم معتدل الحرارة من الحمام، مسقوف بقباب تحتوي على فتحات زجاجية تتيح لضوء الشمس الدخول، وعلى الجوانب توجد مساطب يستريح عليها المستحمون خلال فترات الاستحمام.
كما يوجد داخله مقصورة النورة (مكان المراحيض وإزالة الشعر).

### القسم الجواني
وهو القسم الداخلي الحار من الحمام، يتكوم من إيوانين متقابلين يتوضعان على طرفي بيت النار، وضمن كل إيوان يوجد جُرن أو أكثر يحتوي على الماء الساخن الواصل من بيت النار عبر شبكة تجري تحت أرض الحمام، كما يتفرع عن كل من الإيوانين غرف أو مقاصير خاصة تحتوي كل منها على الجرن الخاص بها. والقسم الجواني مسقوف بقبة ذات فتحات زجاجية تسمح للضوء بالدخول.

### قسم القميم
وهو جناح خارجي مُلحق بالحمام وله مدخل خاص، يتم في هذا القسم تسخين الماء الداخل إلى أقسام الحمام الأخرى، ويحتوي على غرفة لسكن القميمي وأسرته، وكان الوقود المستعمل في إشعال الحمام عبارة عن القمامة المجففة وروث الحيوانات وكل ما هو قابل للاشتعال، ولم يعد في أيامنا هذه دور لهذا القسم نظراً لاختلاف أساليب التسخين.